# 2022年达拉斯航展空中相撞事故
2022年达拉斯航展空中相撞事故是一起位于美国德克萨斯州达拉斯退伍军人节航展的一起空中相撞事故。B-17机组5人和P-63机组1人全数遇难。2022年11月12日，一架波音B-17飞行堡垒和一架贝尔P-63战斗机，在达拉斯行政机场举行的“达拉斯之翼”航展期间在半空中相撞并坠毁。两架飞机在下午1点22分左右相撞。此次航展恰逢退伍军人节纪念活动，由此纪念在空军服役的军人。据官方报道，这架B-17共有五名机组人员，而P-63则有一位飞行员；达拉斯县法医证实六人全部死亡。两架飞机都在撞击中被摧毁。

## 事发经过
此次事故发生在达拉斯行政机场举行的一次航展期间，该航展共有超过4,000多名观众在现场观看。这两架飞机均由训练有素的志愿者驾驶，两架通常是退休的持照飞行员。根据目击者的证词，P-63正以高速对正跑道进近。并从的B-17上方撞击其后方，从机翼后方切断了B-17的机身。两架飞机在几秒后解体并撞击地面，爆炸并起火。

## 涉事飞机
涉事的B-17是一架由道格拉斯生产的B-17G-95-DL，名为德克萨斯突袭者（Texas Raiders），于1945年服役，注册编号为N7227C。这一架飞机是世界上少數仅存适航的B-17之一。第二架涉事飞机为P-63F-1-BE，注册编号为N6763，这架飞机也是由美国空军遗产飞行博物馆运营。这架飞机是目前仅有两架P-63F的子型号之一，也是仅有的五架仍旧适航的P-63之一，并在機身上涂上“X”测试标记。

## 遇难者

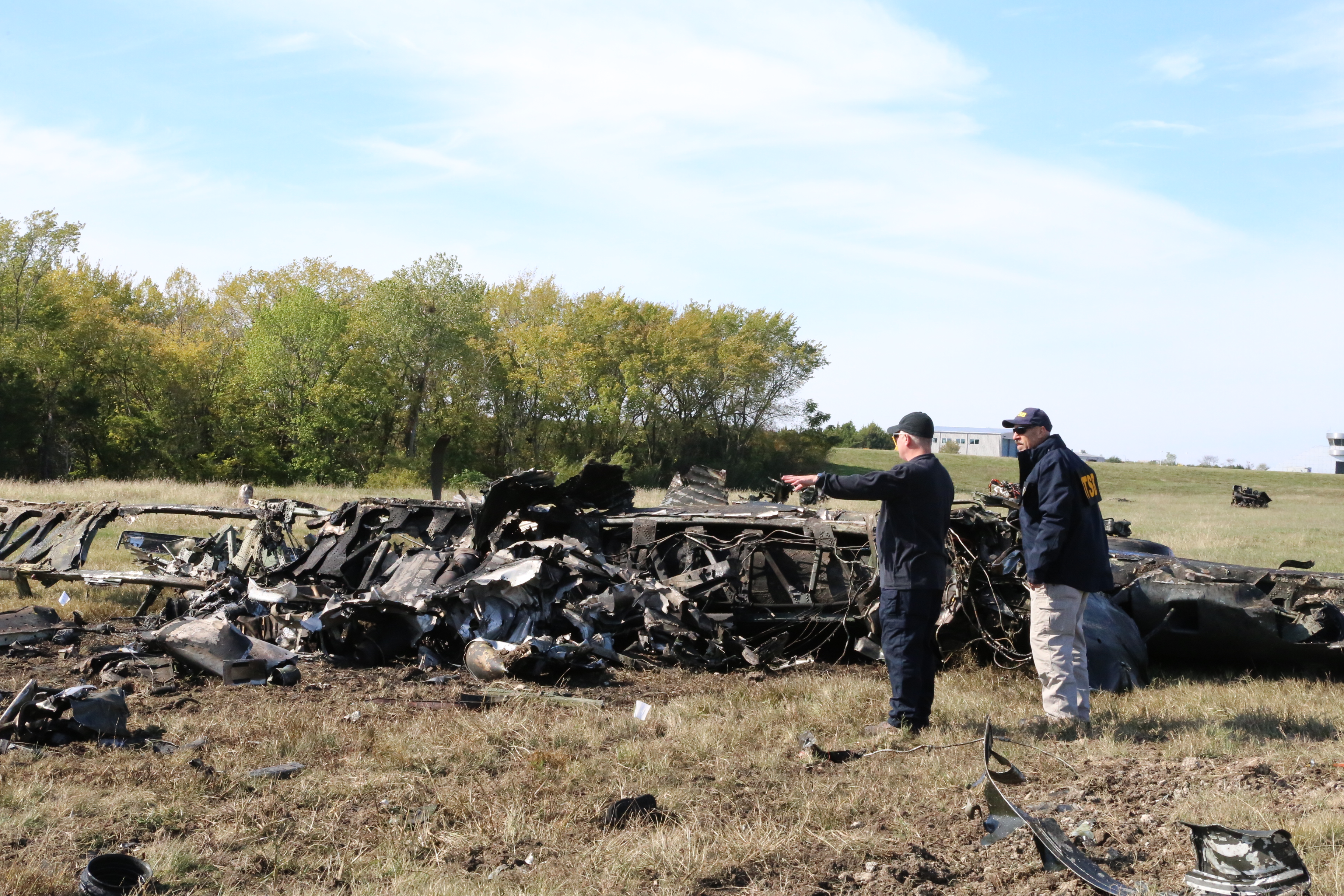
得克萨斯突袭者撞机后遗留的残骸

B-17以及P-63共6名机组全部遇难。在事故发生后的几个小时内，代表美国航空公司飞行员的同盟飞行员协会在Twitter上证实，其两名前成员特里·巴克 （Terry Barker） 和莱恩·鲁特 （Len Root） 是B-17机组人员，并在坠机事故中丧生。据民航巡逻队的指挥官彼得·鲍登（Peter. Bowden）称，来自俄亥俄州希利亚德的民航巡逻队成员柯蒂斯·罗（Curtis J. Rowe）也是遇难者之一。
特里·巴克（Terry Barker）曾在美国航空任职36年，也是前陆军直升机飞行员，以及德克萨斯州凯勒市的前市议会议员。P-63的飞行员的克雷格·休坦（Craig Hutain）在17岁时开始单飞，曾是联合航空和落基山航空的商业飞行员。休坦从小就开始与他的父亲一起飞行，他的父亲是一名二战老兵，曾出演电影《虎！虎！虎！》的飞行员。死者中最年輕的凯文·“K5”·米歇尔斯是纪念空军组织的活跃成员，并担任该组织的历史学家、媒体代表和巡回主管。莱恩·鲁特是一位退休商业飞行员，曾为美国航空公司飞行了将近40年。丹·拉根（Dan Ragan）是一名朝鲜战争退伍军人，并在1950年代担任B-17的无线电操作员，且负责设计得克萨斯突袭者。拉根生前住在达拉斯，是土生土长的俄克拉何马州塔尔萨人。柯蒂斯·罗来自俄亥俄州希利亚德，在民航巡逻飞行超过30年。

## 事故调查
事故发生当天，美国联邦航空管理局以及國家運輸安全委員會（運安會）宣布将负责此次事故的调查。
11月14日，美国国家运输安全委员会宣布，P-63的残骸已转移到“安全地点”，而B-17残骸的回收工作因降雨而推迟。運安會确认两架飞机都没有配备飞行数据记录器，但P-63的GPS导航仪和B-17的电子飞行仪表均已回收并送至华盛顿特区的運安會实验室，处理数据以及分析相关信息。
NTSB于11月30日发布初步调查报告。该报告指出，缺乏在航前简报时对飞行高度的信息。也就是说，两架飞机被允许在同一高度运行。报告还指出，P-63的GPS导航仪在飞行中没有记录任何信息。

## 反应

### 德克萨斯州

#### 达拉斯县
达拉斯县法官克莱·刘易斯·詹金斯在推特表示：“我的心与今天在达拉斯之翼航展上遭受可怕悲剧影响的所有个人和家庭同在。请和我一起为所有人祈祷。”
达拉斯市长埃里克·约翰逊称这次事故是“我们城市的一场可怕悲剧”。

#### 紀念空军
主办方纪念空军主席漢克·寇特斯（Hank Coates）表示，在航展期间发生这种空中相撞事件“极为罕见”，而陆军航空兵历史协会的一名會员保羅·馬丁（Paul Martin）则指出，此次涉事的任一機種能處於飛行狀態均是十分罕見的，並表示“无论是在人类层面还是在历史层面，听到这个消息令我心碎。”